# Lycaena pavana
Espèce
Lycaena pavana est une espèce d'insectes lépidoptères (papillons) de la famille des Lycaenidae et de la sous-famille des Lycaeninae.

## Dénominations
Lycaena pavana (Kollar 1848)

### Noms vernaculaires
En anglais il se nomme White-bordered Copper.

## Description
C'est un petit papillon bordé d'une fine ligne blanche. Il présente un dessus orange bordé de marron et suffusé de marron aux postérieures, qui chez le mâle comportent un reflet violet.
Au verso l'aile antérieure est orange et la postérieure gris beige, toutes deux ornées de points noirs et bordées d'une fine ligne blanche.

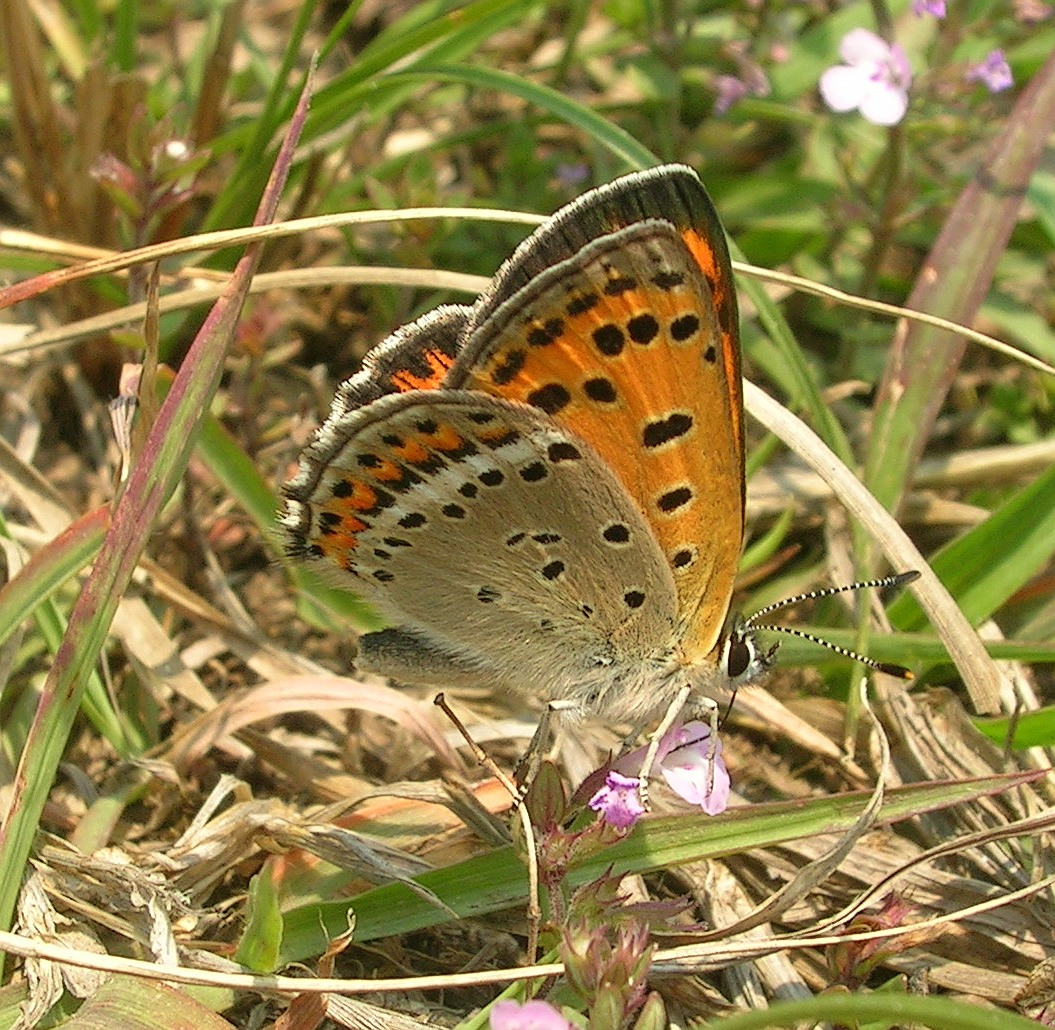

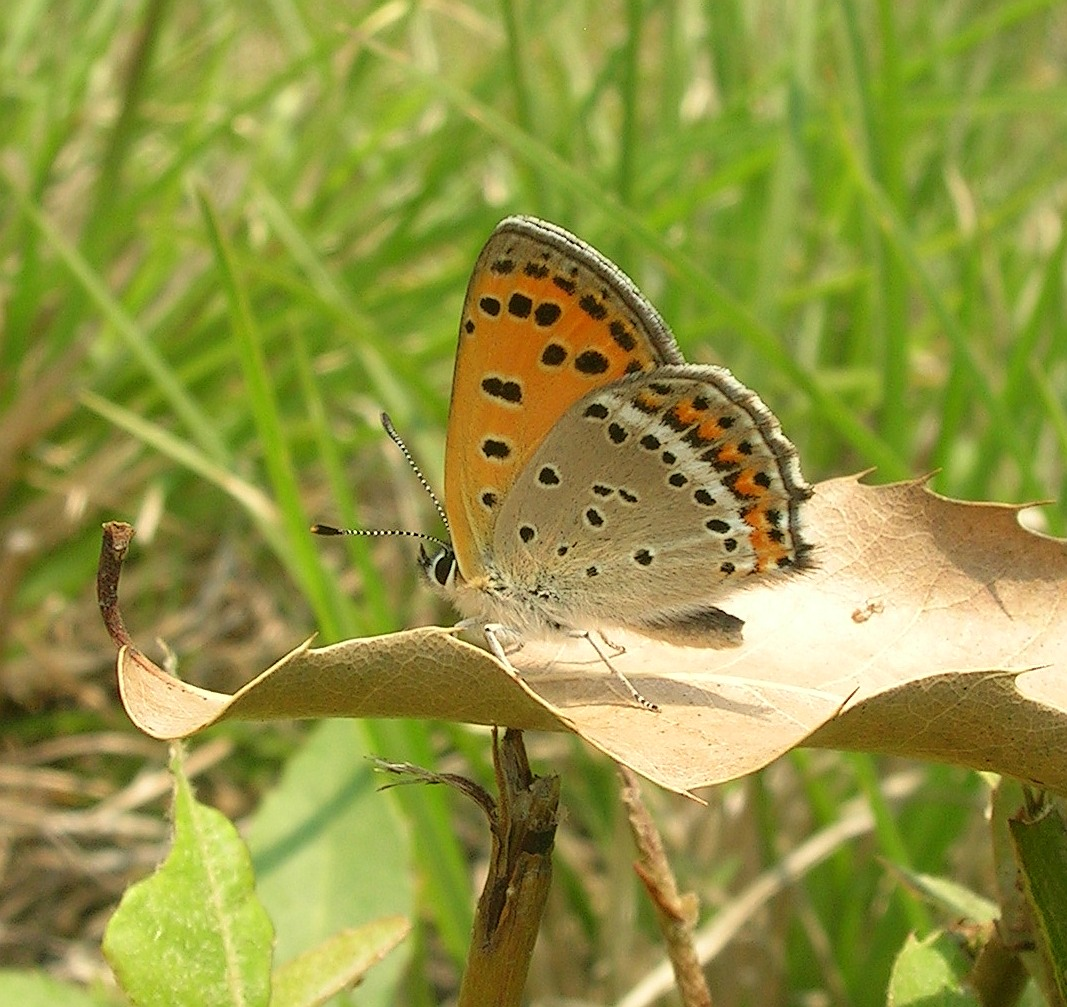

## Biologie et répartition

### Plante hôte
Ses plantes hôte sont (?)

### Répartition
Il n'est présent qu'en Inde